# 常久寺
常久寺（じょうきゅうじ）は、岐阜県恵那市三郷町佐々良木にある臨済宗妙心寺派（龍泉派光國院）の寺院。山号は龍遊山。
中部四十九薬師霊場三十四番、恵那三十三観音霊場二十三番。信光寺 (瑞浪市)の末寺。

## 歴史
寺伝によると文亀・永正の頃（1501年～1521年）に光月源公首座という僧が、佐々良木 杉ヶ洞の地に縦三間、横一間の草庵を建て、本如実性を招いて開山し、龍遊山 常久寺と名付けたことに始まる。
元和元年(1615年)、現在地に移転した。
常久寺に残る一番古い過去帳は、承応2年(1653年)のもので、龍遊山 常久寺と記されているが、同年の検地帳には杉ヶ洞 常久寺と記されている。
寛文9年（1669年）、六世の乳峰西堂は、方丈の前に十王堂を建立し、十王尊を安置した。
また寛文10年(1670年)には、畑中の成瀬某の母が浄財を寄進して薬師堂(禅庵)を建立し、乳峰西堂が開山して薬師瑠璃光如来を勧請安置し、祖先の冥福と諸人の安全健康を祈願した。
明治38年（1905年）に森平の渡辺丈右衛門が書き残した記録によると
これによると、足立庄右衛門が折戸の山地の百間四方を、七世の湘山潭公に寺地として寄進したことがわかる。これにより杉ヶ洞から折戸に移った。
元禄15年（1702年）に山号を昌澤山に改めた。
九世住持の棟岩梁公(1742年に逝去)の代には方丈を再建した。
十二世住持の笑堂全識は京都で和尚の位を得たため、従来の平僧地から和尚地に格上となった。
寛政7年(1795年)、3月20日に梵鐘を鋳造し、享和2年(1802年)春には碧巌録大会が営まれた。
十三世住持の恭堂恵謙は、隠寮・長屋・土蔵を建立したが、十五世住持の観界恵音の代には縦十一間、横五間の草葺の庫裡が再建された。
その後、多くの信者を得て、山内に千手観音・馬頭観音・十一面観音・子安観音・如意輪観音と、外に地蔵菩薩・阿弥陀如来・薬師瑠璃光如来を祀る堂宇があったが、
明治維新の折に合併し、薬師堂は取壊され薬師如来と十二神将の像は十王堂に移された。また庚申堂も共に取り壊され庚申像も十王堂内に移された。
現在、薬師如来は本堂の須弥壇の左脇間に安置され、脇仏の日光菩薩と月光菩薩に十二神将、四天王が安置されている。
明治時代以降は苗木藩の苛烈な廃仏毀釈によって心観寺を失った中野方村にて、法事を執り行っている。
昭和7年（1932年）に本堂と開山堂などを再建し屋根が瓦葺となった。
昭和52年（1977年）に鐘楼を再建し梵鐘も再鋳した。
平成12年（2000年）に、山号を旧称の龍遊山に復した。
段丘の境内は薬医門を構え、前庭は白砂青松である。

## 寺宝
それぞれ恵那市指定文化財となっている。
- 室町時代(16世紀後半)の木造達磨大師座像　(像高31.6cm、 寄木造り、彩色、玉眼)
- 室町時代末期から江戸時代(16世紀末～17世紀初期)にかけての木造地蔵菩薩半跏像 (像高43.6cm、寄木造り、彩色、玉眼)
- 享保元年（1716年）の釈迦十六善神図
- 享保11年（1726年）の釈迦涅槃図両軸
- 福禄寿画(狩野栄川作)
- 山水図(狩野常信作)

### 南陽山 神護寺の大般若経と十六善神図
かつて佐々良木村の武並神社の南側にある舞台の場所に、真言宗の南陽山 神護寺という別当寺があったが、明治元年(1868年)の神仏分離令の折に廃寺となった。
この寺に享保元年(1716年)に大平の足立新七郎が寄進した大般若経600巻と箱入十六善神の懸物1軸があったが、廃寺の際に足立家に返された。
足立家は、数年間土蔵に保管していたが、常久寺十六世住持の随翁祖教に寄進した。